# 7人制ラグビー男子イギリス代表
7人制ラグビー男子イギリス代表（英語: Great Britain national rugby sevens team）は、国際大会に派遣される7人制ラグビーの男子イギリス代表チームである。ちなみにサッカーイギリス代表とは異なり、北アイルランドからは選ばれていない。

## 歴史
まずワールドゲームズ2001・ワールドゲームズ2005に結成された。
その後2016リオ五輪で7人制ラグビーが公式競技になったことを受けて、代表はオリンピック委員会単位での出場しか認められていないため、再度イギリス代表が結成された。なお2016リオ五輪では銀メダルを獲得した。
2020東京五輪では3位決定戦で7人制アルゼンチン代表に敗れてメダル獲得はならなかった。その後2021年シーズンからイングランド・スコットランド・ウェールズ全3チームが合わさってワールドラグビーHSBCセブンズシリーズコアチームとして参加している。
しかし2024パリ五輪最終予選で敗れてパリ五輪出場はならなかった。

## 成績

### 夏季オリンピック
| 年   | ラウンド   | 順位     | 試       | 勝       | 負       | 分       |
| ---- | ---------- | -------- | -------- | -------- | -------- | -------- |
| 2016 | 準優勝     | 2位      | 6        | 5        | 1        | 0        |
| 2021 | 準決勝敗退 | 4位      | 6        | 3        | 3        | 0        |
| 2024 | 出場なし   | 出場なし | 出場なし | 出場なし | 出場なし | 出場なし |
| 計   | 優勝 0 回  | 2/3      | 12       | 8        | 4        | 0        |

### ワールドゲームズ
| 年   | ラウンド      | 順位     | 試       | 勝       | 負       | 分       |
| ---- | ------------- | -------- | -------- | -------- | -------- | -------- |
| 2001 | 準々決勝敗退  | 7        | 5        | 1        | 4        | 0        |
| 2005 | 3位決定戦敗退 | 4        | 5        | 2        | 3        | 0        |
| 2009 | 出場なし      | 出場なし | 出場なし | 出場なし | 出場なし | 出場なし |
| 2013 | 出場なし      | 出場なし | 出場なし | 出場なし | 出場なし | 出場なし |
| 計   | 優勝 0 回     | 2/4      | 10       | 3        | 7        | 0        |

### ワールドラグビーHSBCセブンズシリーズ
- ※コアチームとして在籍したシーズンのみ
- 2021-2022シーズン - 17位
- 2022-2023シーズン - 9位
- 2023-2024シーズン - 8位

## 直近大会の代表スコッド
2023–24 SVNSスコッド
1. ジェイミー・バーデン
2. カリーム・バレット（英語版）
3. アレックス・デーヴィス
4. ジェイミー・ファーンデイル（英語版）
5. ロス・マッカン
6. イーサン・ワドルトン
7. モーガン・ウィリアムズ（英語版）
8. トム・ウィリアムズ（英語版） (C)
9. マット・デービッドソン
10. オースティン・エメンズ
11. トム・エメリー
12. ロビー・ファーガソン
13. ハリー・グラバー